# Hugo de León
Hugo Eduardo de León Rodríguez (Rivera, 27 febbraio 1958) è un allenatore di calcio ed ex calciatore uruguaiano, di ruolo difensore.

## Carriera

### Giocatore

#### Club
La carriera di de León inizia nel Nacional Montevideo, nel 1977. Fino al 1980 gioca nel Nacional, vincendo la Coppa Libertadores 1980.
Nel gennaio 1981 si trasferisce al Grêmio, dove vince un campionato brasiliano di calcio, una Coppa Libertadores nel 1983, e, nello stesso anno, la Coppa Intercontinentale.
Nel 1984 passa al Corinthians, dove rimane una sola stagione, prima di passare al Santos, dove rimane anche qui per un anno, prima di passare alla sua prima e unica squadra europea, il CD Logroñés, in Spagna.
Nel 1988 il difensore torna in patria, nuovamente al Nacional Montevideo, dove vince un'altra Coppa Intercontinentale, per poi passare agli argentini del River Plate, dove vince il titolo 1989-1990.
Nel 1991 torna brevemente in Brasile, al Botafogo, prima di andare in Giappone a giocare nel Toshiba. Nel 1993 si ritira nel Nacional Montevideo.

#### Nazionale
Con la nazionale di calcio uruguaiana de León ha giocato 48 partite, vincendo il Mundialito del 1980. Nel 1990 ha giocato per l'ultima volta in nazionale.

### Allenatore
Come allenatore ha guidato squadre brasiliane piuttosto importanti, come il Fluminense e il Grêmio, oltre al Nacional Montevideo e al Monterrey, squadra messicana.

## Palmarès

### Giocatore

#### Club

##### Competizioni nazionali
- Campionato uruguaiano: 3

Nacional Montevideo: 1977, 1980, 1992
- Campionato brasiliano: 1

Grêmio: 1981
- Campionato argentino: 1

River Plate: 1989-1990

##### Competizioni internazionali
- Coppa Libertadores: 3

Nacional Montevideo: 1980, 1988
Grêmio: 1983
- Coppa Intercontinentale: 2

Grêmio: 1983
Nacional Montevideo: 1988
- Recopa Sudamericana: 1

Nacional Montevideo: 1989
- Coppa Interamericana: 1

Nacional Montevideo: 1988

#### Individuale
- Equipo Ideal de América: 2

1988, 1989

### Nazionale
- Coppa d'Oro dei Campioni del Mondo: 1

1980

### Allenatore

#### Club

##### Competizioni nazionali
- Campionato uruguaiano: 3

Nacional Montevideo: 1998, 2000, 2001